# Escut del Castell de Vilamalefa
L'escut del Castell de Vilamalefa és un símbol representatiu oficial del Castell de Vilamalefa, municipi del País Valencià, a la comarca de l'Alt Millars. Té el següent blasonament:
| « | Escut ibèric, quarterat en creu. Al primer i quart quarters, en camper de gules, un castell d'or, maçonat de sable i aclarit de gules. Al segon i tercer quarters, en camper d'argent, tres ones d'atzur. Al timbre, una corona reial oberta. | » |

## Història
L'escut s'aprovà per Resolució de 18 d'octubre de 1993, del conseller d'Administració Pública, publicada en el DOGV núm. 2.145, de 16 de novembre de 1993 i correcció d'errades de 17 de febrer de 1994.
El castell és el senyal parlant tradicional dels escuts de la vila i fa al·lusió a l'antic castell que va donar-li nom, avui pràcticament desaparegut. Les ones d'atzur sobre camper d'argent són les armes dels barons d'Arenós, senyors de la vila.